# Myristica scripta
Myristica scripta är en tvåhjärtbladig växtart som beskrevs av W.J.J.O. de Wilde. Myristica scripta ingår i släktet Myristica och familjen Myristicaceae. Utöver nominatformen finns också underarten M. s. incrassata.